# MSC Kobra Malchin
Der Motorsportclub Kobra Malchin e.V. (MSC Kobra Malchin) im ADAC Hansa ist ein Motorsportverein aus Malchin, Landkreis Mecklenburgische Seenplatte in Mecklenburg-Vorpommern. Er ist auf Motoball spezialisiert, war vierfacher DDR-Motoball-Meister und spielt heute in der Motoball-Bundesliga – Gruppe Nord.

## Geschichte
Der Vorgänger des MSC Kobra Malchin entstand 1968 zunächst aus an Motoball interessierten Motocrossfahrern aus dem etwa 10 Kilometer entfernten Neukalen. Am 6. Oktober 1969 fand das erste Turnier in Stavenhagen gegen den MSC Betonwerke Dresden statt. Im Jahr 1970 stieg der Verein in die 2. DDR-Motoball-Liga auf, beendete diese auf dem dritten Platz und stieg 1971 in die 1. DDR-Motoball-Liga auf. Aufgrund des Ligabetriebs wurde es notwendig einen regulären Motorsportclub, den MC Kraftverkehr Malchin, zu gründen. Das erste internationale Turnier in Malchin fand vor etwa 5000 Zuschauern 1971 gegen die Motoball-Nationalmannschaft der UdSSR statt. Im Folgejahr 1972 bis 1975 wurde der Verein vier Mal DDR-Meister und 1981 sowie 1982 DDR-Vize-Meister im Motoball. Anfang der 1990er Jahre wurde der aktive Spielbetrieb aufgrund fehlender Spieler und fehlender Unterstützung durch den VEB Kraftverkehr Malchin vorübergehend eingestellt und später der Motorsportclub Kobra Malchin e.V. im ADAC gegründet, der seit 1992 in der Motoball-Bundesliga spielt.
Der MSC Kobra Malchin kooperiert bei der Nachwuchsarbeit mit den Grasbahn- und Speedwaysportlern des MC Bergring Teterow. Neben dem 1. MBC 70/90 Halle und dem MSC Jarmen ist der MSC Kobra Malchin derzeit einer von drei Motoball-Bundesligavereinen in Ostdeutschland.

## Spielstätte
Seine Turniere und Trainings trug der MSC Kobra Malchin anfangs in der Lindenstraße in Malchin auf einem Hartplatz aus. Da das Gelände auch von Fußballern genutzt wurde, war dieser Platz nur eine Zwischenlösung, bis dem Verein von der Stadt Malchin ein ehemaliger Reitplatz am Malchiner Hainholz überlassen wurde. Die heutige Spielstätte des Vereins ist die sogenannte Waldarena Malchin.